# Шербенешть (Лепушата, Вилча)
Шербенешть, Шербенешті (рум. Șerbănești) — село у повіті Вилча в Румунії. Входить до складу комуни Лепушата.
Село розташоване на відстані 175 км на захід від Бухареста, 35 км на південний захід від Римніку-Вилчі, 70 км на північ від Крайови, 149 км на південний захід від Брашова.

## Населення
За даними перепису населення 2002 року у селі проживали 146 осіб, усі — румуни. Усі жителі села рідною мовою назвали румунську.